# Étienne IV Klaietsi
Étienne ou Stéphanos IV Hṙomklayec‘i (en arménien Ստեփանոս Դ Հռոմկլայեցի) est le Catholicos de l'Église apostolique arménienne de 1290 à 1293.

## Biographie
Étienne IV Klaiestsi (i.e. de Roumqal’a) ou  Hṙomklayec‘i est le dernier Catholicos à siéger à Hromgla. En 1292 il réunit avec le roi Héthoum II d'Arménie un concile à Sis pour examiner l'époque de la date de Pâques qui est fixée au 6 avril « comme chez les Grecs » (i.e. dans l'Église orthodoxe), ce qui soulève un tollé parmi les évêques de Grande-Arménie.
Le 29 juin 1292, le sultan mamelouk Al-Ashraf Salah ad-Dîn Khalil ben Qala'ûn s’empare de Hromgla, la résidence du patriarche. Étienne IV est déporté en captivité à Damas où il meurt l’année suivante. 